# Manuel Joaquim Pinheiro Chagas

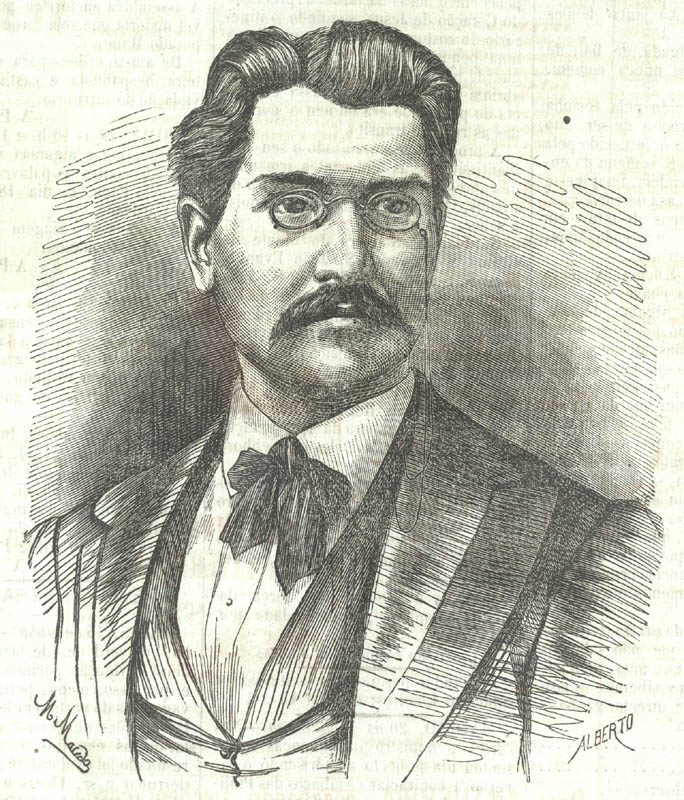
Manuel Joaquim Pinheiro Chagas, Diário Ilustrado, Juni 1873

Manuel Joaquim Pinheiro Chagas (* 13. November 1842 in Lissabon, Portugal; † 7. Mai 1895 ebenda) war ein bedeutender portugiesischer Gelehrter, Dichter, Dramatiker, Romancier, Publizist, Journalist, Übersetzer und Politiker. Er war einer der bedeutendsten Gelehrten und Schriftsteller in der zweiten Hälfte des 19. Jahrhunderts in Portugal und gleichzeitig mit seinem Werk ein Kulturwissenschaftler, dessen Beitrag zur Findung einer nationalen portugiesischen Identität unschätzbar ist. Ebenso gilt er als Begründer des Literarischen Realismus in Portugal.

## Leben
Pinheiro Chagas gründete mehrere Zeitschriften, war Journalist für diverse Zeitungen und ebenfalls Chefredakteur, außerdem Mitglied der Akademie der Wissenschaften in Lissabon. Zudem war er von 1883 bis 1886 Marine- und Kolonialminister von Portugal. Er übersetzte Alexandre Dumas und Jules Verne aus dem Französischen ins Portugiesische. Als Herausgeber war er zudem ein bedeutender Vertreter des portugiesischen Positivismus. Sein Werk ist bisher nicht ins Deutsche übertragen worden.
Der Gelehrte und Schriftsteller wurde am 7. Mai 1895 in Lissabon ermordet.

## Bibliographie (Auswahl)
- Historia de Portugal, desde os tempos mais remotos ate a actualidade (1867–1874), Herausgeber der achtbändigen Nationalgeschichte des Landes
- Poema da Mocidade, Gedichte, 1865
- A virgem de Guaraciaba, Roman, 1866
- A morginha de Valflor, Theaterstück, 1869

| Personendaten    | Personendaten                                                                                              |
| ---------------- | --- |
| NAME             | Pinheiro Chagas, Manuel Joaquim                                                                            |
| KURZBESCHREIBUNG | portugiesischer Gelehrter, Dichter, Dramatiker, Romancier, Publizist, Journalist, Übersetzer und Politiker |
| GEBURTSDATUM     | 13. November 1842                                                                                          |
| GEBURTSORT       | Lissabon                                                                                                   |
| STERBEDATUM      | 7. Mai 1895                                                                                                |
| STERBEORT        | Lissabon                                                                                                   |